# Qingtangzhen (ort i Kina, Hunan Sheng, lat 25,50, long 111,45)
Qingtangzhen (kinesiska: 清塘镇) är en ort i Kina. Den ligger i provinsen Hunan, i den södra delen av landet, omkring 340 kilometer sydväst om provinshuvudstaden Changsha. Antalet invånare är 31 429. Befolkningen består av 14 085 kvinnor och 17 344 män. Barn under 15 år utgör 27,0 %, vuxna 15-64 år 63 %, och äldre över 65 år 9,0 %.
Runt Qingtangzhen är det ganska tätbefolkat, med 185 invånare per kvadratkilometer. Närmaste större samhälle är Daojiang, 13,8 km öster om Qingtangzhen. I omgivningarna runt Qingtangzhen växer huvudsakligen savannskog.
Genomsnittlig årsnederbörd är 2 015 millimeter. Den regnigaste månaden är april, med i genomsnitt 297 mm nederbörd, och den torraste är oktober, med 46 mm nederbörd.